# Idioma tsuvano
El Tsuvano (también conocido como Matsuvan, Motsuvan, Terki, Telaki, Teleki, Tchede) es una lengua afroasiática hablada en Camerún en la Región del Extremo Norte.
El tsuvano lo habla en el pueblo (de hecho, el macizo) de Téléki un grupo conocido como los tchédé, que a menudo se clasifican con los gude. Se habla al este del cantón de Tchévi, comuna de Bourrha, departamento de Mayo-Tsanaga, Región del Extremo Norte. Como Sharwa , se habla también en la Región Norte, en el departamento de Mayo-Louti (comuna de Mayo-Oulo). Hay 2.300 hablantes.